# Kedrostis dissecta
Kedrostis dissecta är en gurkväxtart som beskrevs av Keraudr. Kedrostis dissecta ingår i släktet Kedrostis och familjen gurkväxter. Inga underarter finns listade i Catalogue of Life.